# Creobroter meleagris
Creobroter meleagris är en bönsyrseart som beskrevs av Carl Stål 1877. Creobroter meleagris ingår i släktet Creobroter och familjen Hymenopodidae. Inga underarter finns listade i Catalogue of Life.